# Coelindroma fungosa
Coelindroma fungosa är en insektsart som beskrevs av Kramer 1967. Coelindroma fungosa ingår i släktet Coelindroma och familjen dvärgstritar. Inga underarter finns listade i Catalogue of Life.